# Koenigsegg Agera R
Koenigsegg Agera R — спортивний автомобіль шведської компанії Koenigsegg.

## Історія

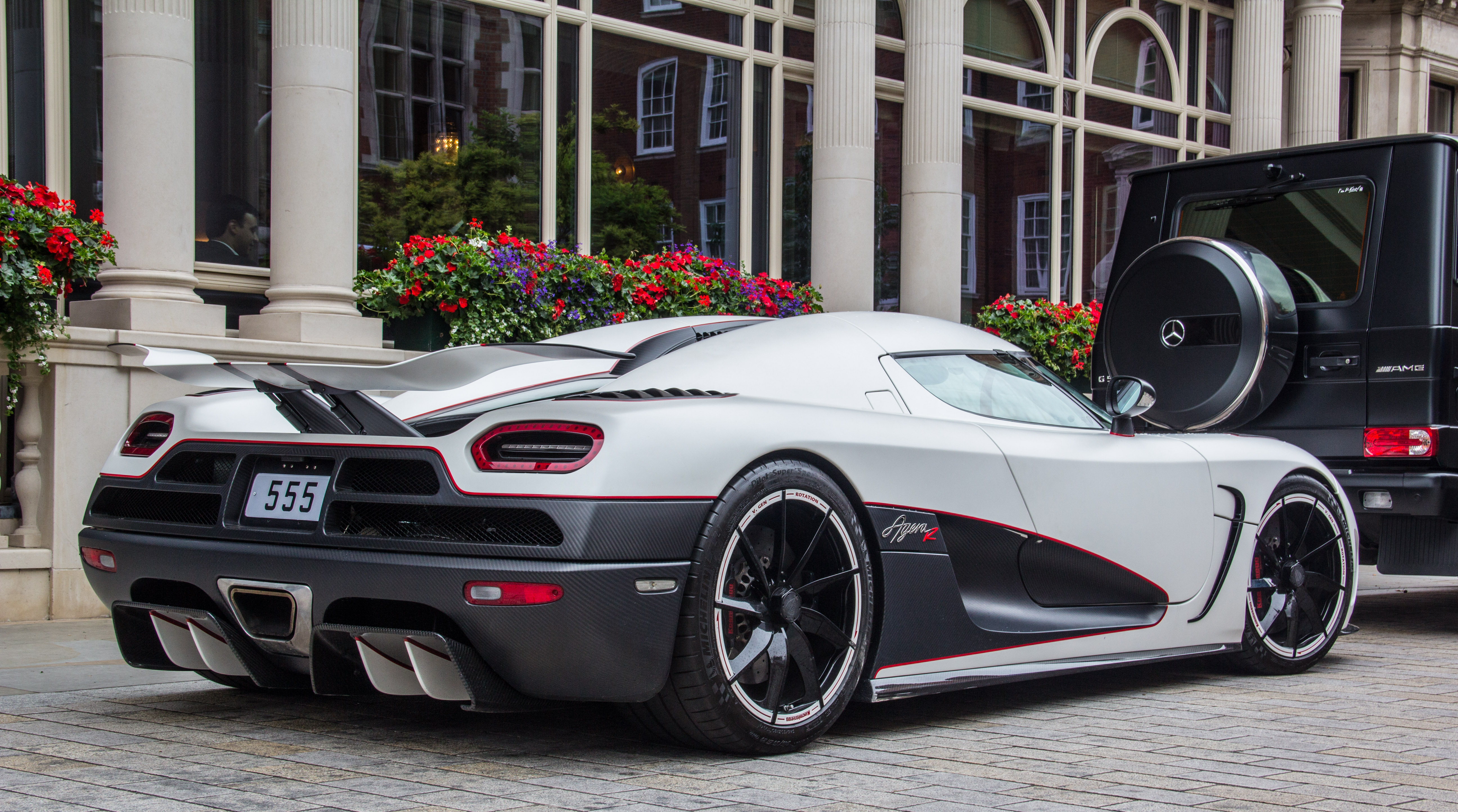

На початку Koenigsegg не планував випускати посилену версію моделі Agera. Але королівська сім'я Оману замовила у шведів 1110-сильну версію цього авто. Власнику бренду Крістіану фон Кьонігсенггу настільки сподобався кінцевий результат, що було вирішено налагодити серійний випуск цього потужного автомобіля. Вперше Koenigsegg Agera R представили для широких мас на Женевському автосалоні 2011 року, де він став найлегшим суперкаром із сухою масою 1330 кг.
На Женевському автосалоні 2012 року було представлено оновлений автомобіль. Інженери встановили на Koenigsegg повністю карбонові диски, єдиною металевою деталлю на них є ніпель. Це дозволило зменшити вагу авто на 20 кг. Також на гільзи циліндрів нанесли спеціальне покриття, яке дозволяє зменшити тертя, що, в свою чергу, зменшує витрату пального. Застосовано фірмове програмне забезпечення керування двигуном, також встановлена нова система стабілізації. Полегшено вихлопну систему, удосконалено підвіску.
Того ж року було випущено модель Koenigsegg Agera R BLT, яка відрізняється від стандартної оновленої моделі лише виглядом. Кузов гіперкару виконано в синьому кольорі з червоними елементами, а салон отримав унікальну оббивку і також оформлений в синіх тонах. Авто з індексом BLT побачило світ в єдиному екземплярі, його виготовили спеціально для замовника із Китаю, який залишився невідомим. За непідтвердженими даними це бізнесмен, який живе в місті Куньмін, столиці провінції Юньнань. Яке значення мають літери BLT в Koenigsegg не роз'яснили Автомобіль так і не пройшов розмитнення та до 2015 року зберігався на митному складі в місті Чжаньцзян провінції Гуандун.
Виробник, для цієї моделі, виготовив ключ з платини та чорного оніксу, прикрашений діамантами загальної вагою 40 карат. Вартість такого аксесуара склала 250 тисяч доларів. Брелок був виготовлений в єдиному екземплярі і, станом на сьогодні, серійне його виготовлення не передбачається.

## Рекорди
У 2011 році автомобілем було поставлено шість світових рекордів швидкості серед серійних машин, частина яких до цього належали Bugatti Veyron Super Sport. Заміри проводили незалежні експерти з допомогою техніки Racelogic VBox, вітер був помірний і направлений до траси збоку, тому на результати не впливав. За кермом знаходився пілот Роберт Серванский.
Koenigsegg Agera R був швидший у наступних дисциплінах:
1. Розгін від 0 до 300 км/год зайняв 14,53 с
2. Гальмування з 300 до 0 км/год — 6,66 с
3. Розгін від 0 до 320 км/год — 17,68 с
4. На гальмування з 320 до 0 км/год потрачено 7,28 с
5. Цикл розгін-гальмування 0-300-0 км/год Agera R подолав за 21,19 с.
6. 0-320-0 км/год за 24,96 с[7]

Рекорд розгону від 0 до 300 км/год був побитий американським суперкаром Hennessey Venom GT, який затратив на це 13,63 секунди, що на 0,9 с. швидше ніж Agera R.
В 2015 р. був перевершений рекорд по циклу розгін-гальмування 0-300-0 км/год. автомобілем Koenigsegg One:1 з результатом 17,95 c

## Технічні характеристики
| Продуктивність                                                         | Продуктивність | Продуктивність |
| ---------------------------------------------------------------------- | --- | --- |
| Прискорення (0-100 км./год.), с.                                       | Прискорення (0-100 км./год.), с.                                                                                               | 2,9 |
| Максимальна швидкість, км./год.                                        | Розрахункова | 440 |
| Максимальна швидкість, км./год.                                        | Обмежена електронікою | 375 |
| Максимальна швидкість, км./год.                                        | Обмежена виробником шин | 420 |
| Гальмівний шлях (100-0 км./год.), м                                    | Гальмівний шлях (100-0 км./год.), м                                                                                            | 30,5 |
| Шасі                                                                   | | |
| Передня та задня підвіска                                              | Подвійні поперечні важелі, двосторонні регульовані газо-гідравлічні амортизатори, Z-подібний стабілізатор поперечної стійкості | Подвійні поперечні важелі, двосторонні регульовані газо-гідравлічні амортизатори, Z-подібний стабілізатор поперечної стійкості |
| Дорожній просвіт                                                       | Електрорегульований | Електрорегульований |
| Гальма від MOV'IT                                                      | Передні вентильовані керамічні диски діаметром 392 мм шириною 36 мм. Шестипоршневі супорти, підсилювач                         | Передні вентильовані керамічні диски діаметром 392 мм шириною 36 мм. Шестипоршневі супорти, підсилювач                         |
| Гальма від MOV'IT                                                      | Задні вентильовані керамічні диски діаметром 380 мм шириною 34 мм. Шестипоршневі супорти, підсилювач                           | |
| Мінімальний радіус розвороту, м                                        | 11 | 11 |
| Двигун                                                                 | | |
| Тип                                                                    | Литий алюмінієвий V8, по 4 клапани на циліндр.                                                                                 | Литий алюмінієвий V8, по 4 клапани на циліндр.                                                                                 |
| Об'єм, л.                                                              | Об'єм, л. | 5,0 |
| Компресія                                                              | Компресія | 9,0:1 |
| Турбонагнітач                                                          | Система | Twin turbo |
| Турбонагнітач                                                          | Тиск надуву, бар | 1,4 |
| Вага, кг                                                               | Вага, кг | 197 |
| Параметри поршня                                                       | Діаметр, мм | 91,7 |
| Параметри поршня                                                       | Хід поршня, мм | 95,25 |
| Вихідна потужність, к. с.                                              | Вихідна потужність, к. с. | 1115 при 6900 об./хв. |
| Максимальний обертовий момент, Нм                                      | Максимальний обертовий момент, Нм                                                                                              | 1200 при 4100 об./хв. |
| Ступінь стиску                                                         | Ступінь стиску | 9 |
| Витрата пального, л/100км                                              | Шосе | 12,5 |
| Витрата пального, л/100км                                              | Змішаний цикл | 14,7 |
| Трансмісія                                                             | | |
| Кількість ступенів                                                     | Кількість ступенів | 7 |
| Щеплення                                                               | Подвійне | Подвійне |
| Привід                                                                 | Задній | Задній |
| Диференціал                                                            | Електронний | Електронний |
| Диски                                                                  | | |
| Ковані алюмінієві з центром блокування                                 | Передні | 19 «х 9.5» |
| Ковані алюмінієві з центром блокування                                 | Задні | 20 «х 12,5» |
| Шини                                                                   | | |
| Michelin Supersport з односпрямованим асиметричним малюнком протектора | Передні | 265/35 — 19"(Y) |
| Michelin Supersport з односпрямованим асиметричним малюнком протектора | Задні | 345/30 — 20"(Y) |
| Багажне відділення                                                     | | |
| Основне відділення                                                     | Спереду, об'ємом 120 л | Спереду, об'ємом 120 л |
| Знімне відділення                                                      | На даху, спеціально розроблене карбонове Thule                                                                                 | На даху, спеціально розроблене карбонове Thule                                                                                 |
| Гарантія                                                               | | |
| Базова гарантія                                                        | 36 місяців | 36 місяців |

## Галерея

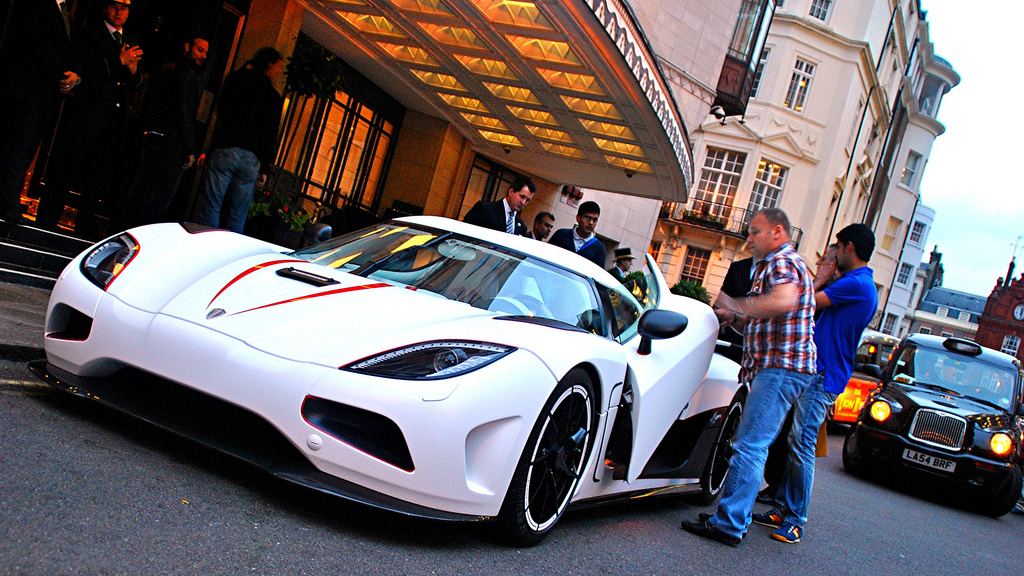
Koenigsegg Agera R
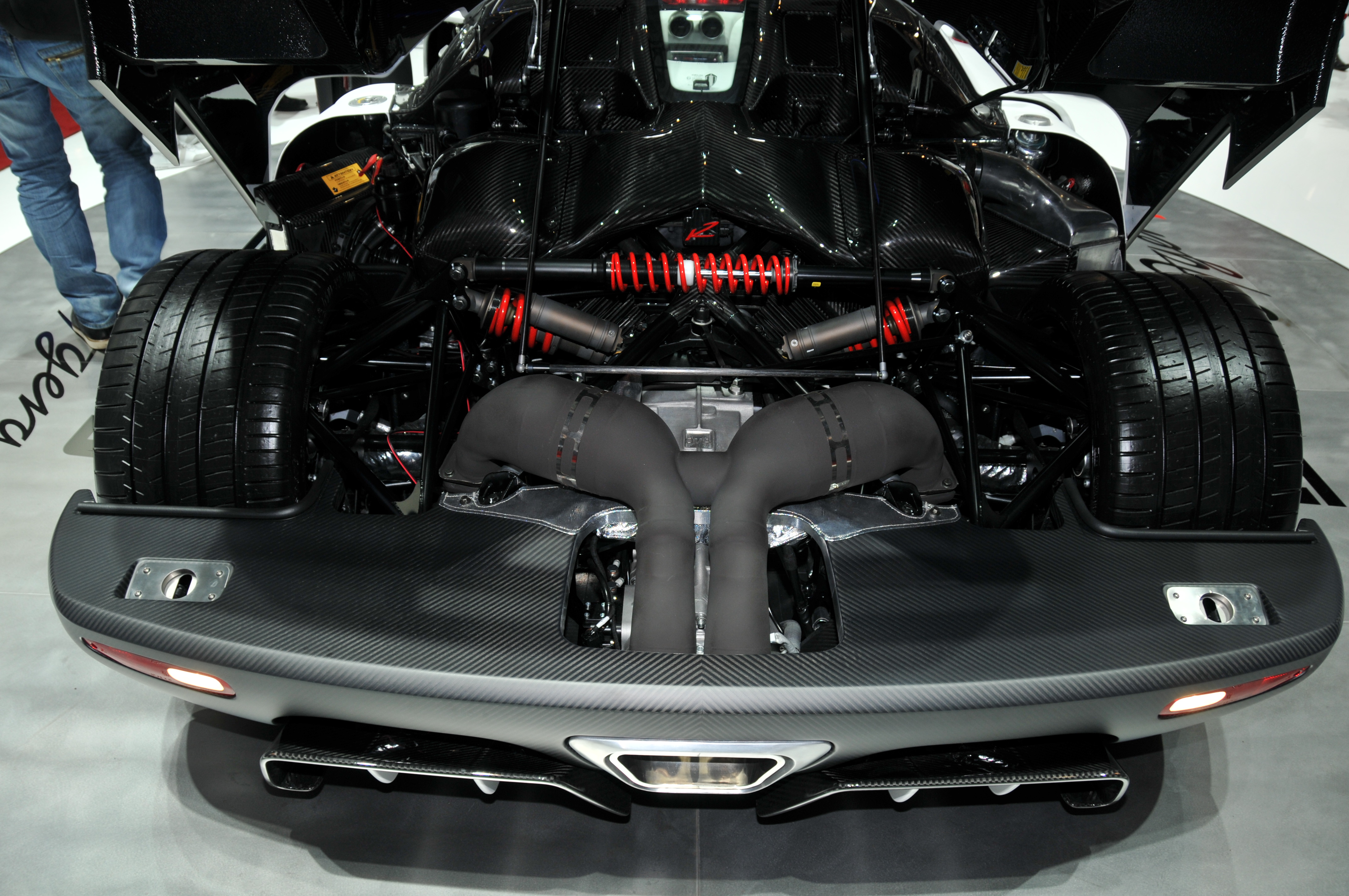
Відділення двигуна
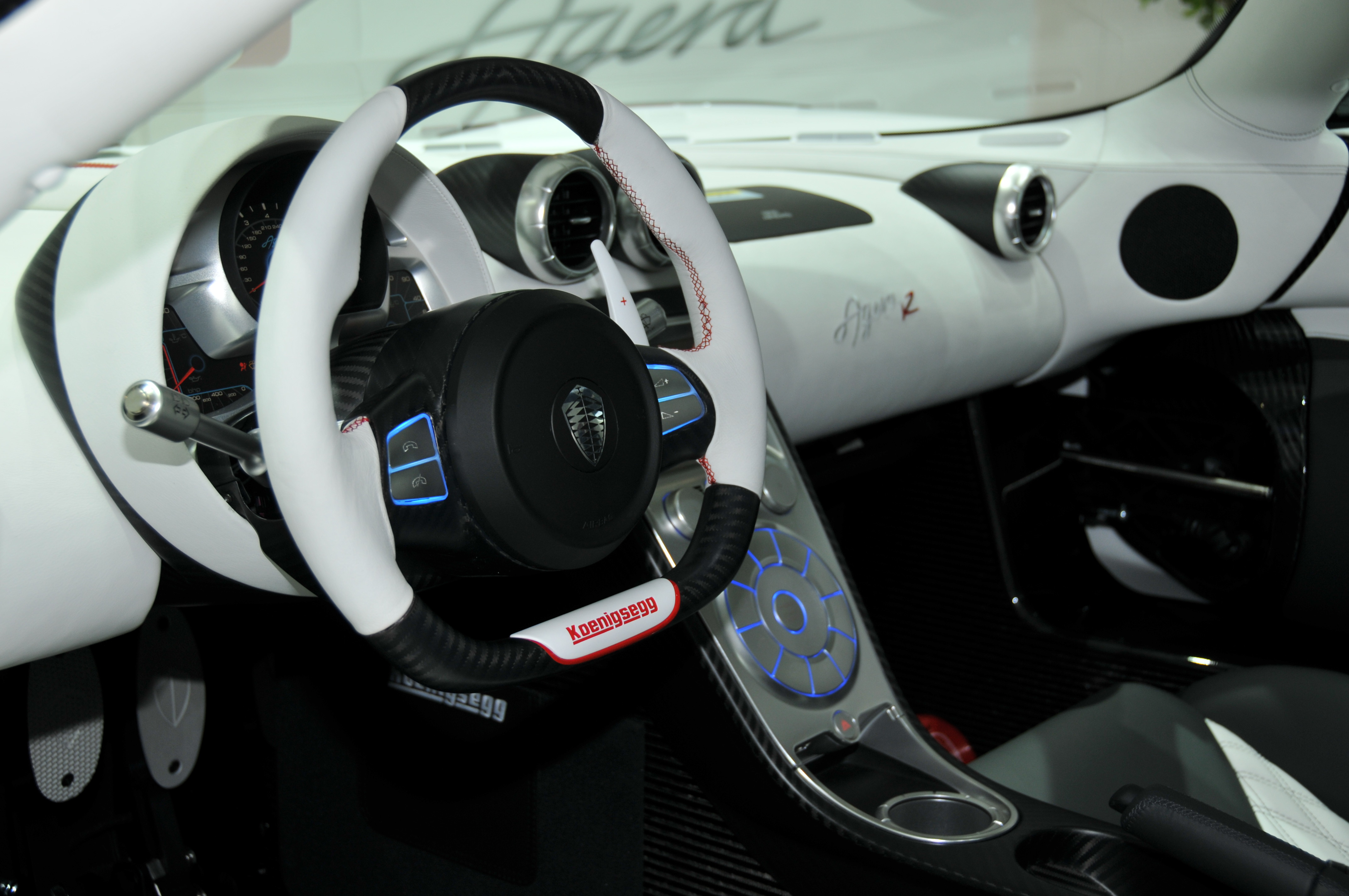
Інтер'єр автомобіля
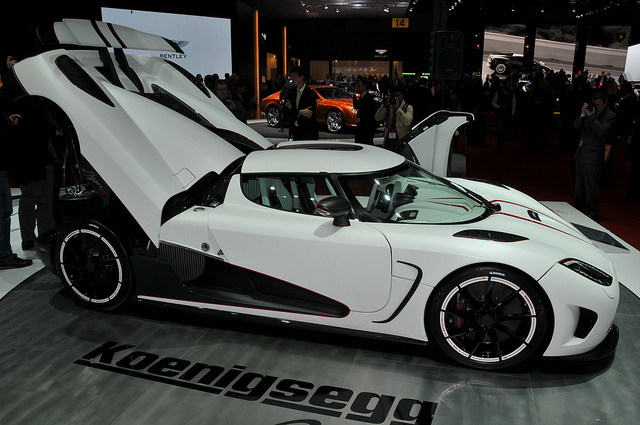
Вигляд збоку
З установленим навісним багажним відділенням.

## Виноски
1. 1 2 3  autocentre.ua[недоступне посилання] Женевский автосалон 2011: представлен самый мощный Koenigsegg Agera R (рос.)
2. ↑  blog.auto.meta.ua [Архівовано 11 березня 2011 у Wayback Machine.] Koenigsegg Agera R: пожиратель пространства (рос.)
3. ↑  autonews.ru[недоступне посилання з червня 2019] Разработчики суперкара Koenigsegg Agera заново изобрели колесо (рос.)
4. 1 2  carnewschina.com [Архівовано 25 березня 2015 у Wayback Machine.] Exclusive: the impounded Koenigsegg Agera R BLT still gathers DUST in China (англ.)
5. ↑  luxurylaunches.com [Архівовано 24 грудня 2016 у Wayback Machine.] Studded with diamonds the most expensive key-fob in the world costs more than a Ferrari (англ.)
6. 1 2  movitbrakes.com Koenigsegg agera r stellt sechs weltrekorde ein (нім.)
7. ↑  mport.ua [Архівовано 22 лютого 2014 у Wayback Machine.] Koenigsegg Agera R записал на свой счет 6 мировых рекордов (рос.)
8. ↑  koenigsegg.com [Архівовано 29 березня 2017 у Wayback Machine.] Koenigsegg One:1 Exceeds World Speed Records — In Practice (англ.)
9. 1 2 3  burntire.ru [Архівовано 26 серпня 2013 у Wayback Machine.] Koenigsegg Agera R / 2011 год(рос.)